# 普底彝族苗族白族乡
普底彝族苗族白族乡是中华人民共和国贵州省毕节市大方县下辖的一个民族乡。2019年8月8日，原普底彝族苗族白族乡的鹏程社区、桥头社区、大水社区、石牛社区、坪子社区、启化村划归鹏程街道管辖。

## 行政区划
普底彝族苗族白族乡下辖以下村级行政区划单位：
跑马村、东风村、沙沟村、庆丰村、迎丰村、联丰村、红丰村、永丰村、永兴村、大荒村、大水村、石牛角村、庙脚村、启化村、桥头村、小桥村和元岩村。